# Gravelbourg No 104
Pour les articles homonymes, voir Gravelbourg (homonymie).

Plan de la municipalité rurale de Gravelbourg n°104 comprenant l'enclave de la ville de Gravelbourg

Gravebourg No 104 est une municipalité rurale du centre-sud de la province canadienne de la Saskatchewan. Elle compte 317 habitants et s'étend sur 824,45 km², dans les Prairies canadiennes à 700 m d'altitude au sud du coteau du Missouri et au nord de la montagne des Bois. Elle est drainée par les rivières des Bois et Notukeu. Elle enclave la municipalité urbaine de Gravelbourg. 10% de la population déclare le français comme langue maternelle. L'incorporation de la municipalité remonte à décembre 1912,.
|                                                 |
| Antilocapres dans la campagne gravelbourgeoise. |

|                          |
| Église Sainte Élizabeth. |

## Démographie
| 1981 | 1986 | 1991 | 1996 |
| ---- | ---- | ---- | ---- |
| 642  | 620  | 549  | 491  |

| 2001 | 2006 | 2011 | 2016 |
| ---- | ---- | ---- | ---- |
| 409  | 329  | 306  | 372  |

| 2021 | - | - | - |
| ---- | - | - | - |
| 317  | - | - | - |